# Énergie au Liberia
Le secteur économique de l'énergie au  Liberia occupe une place prédominante dans le pays.
Elle  provient principalement de Biomasse, énergies fossiles et d’hydroélectricité

## Géographie
Le Liberia est un État d’Afrique de l’Ouest, bordant l’océan Atlantique, avec pour pays limitrophes la Sierra Leone à l’ouest, la Guinée au nord et la Côte d'Ivoire au sud.

## Contexte

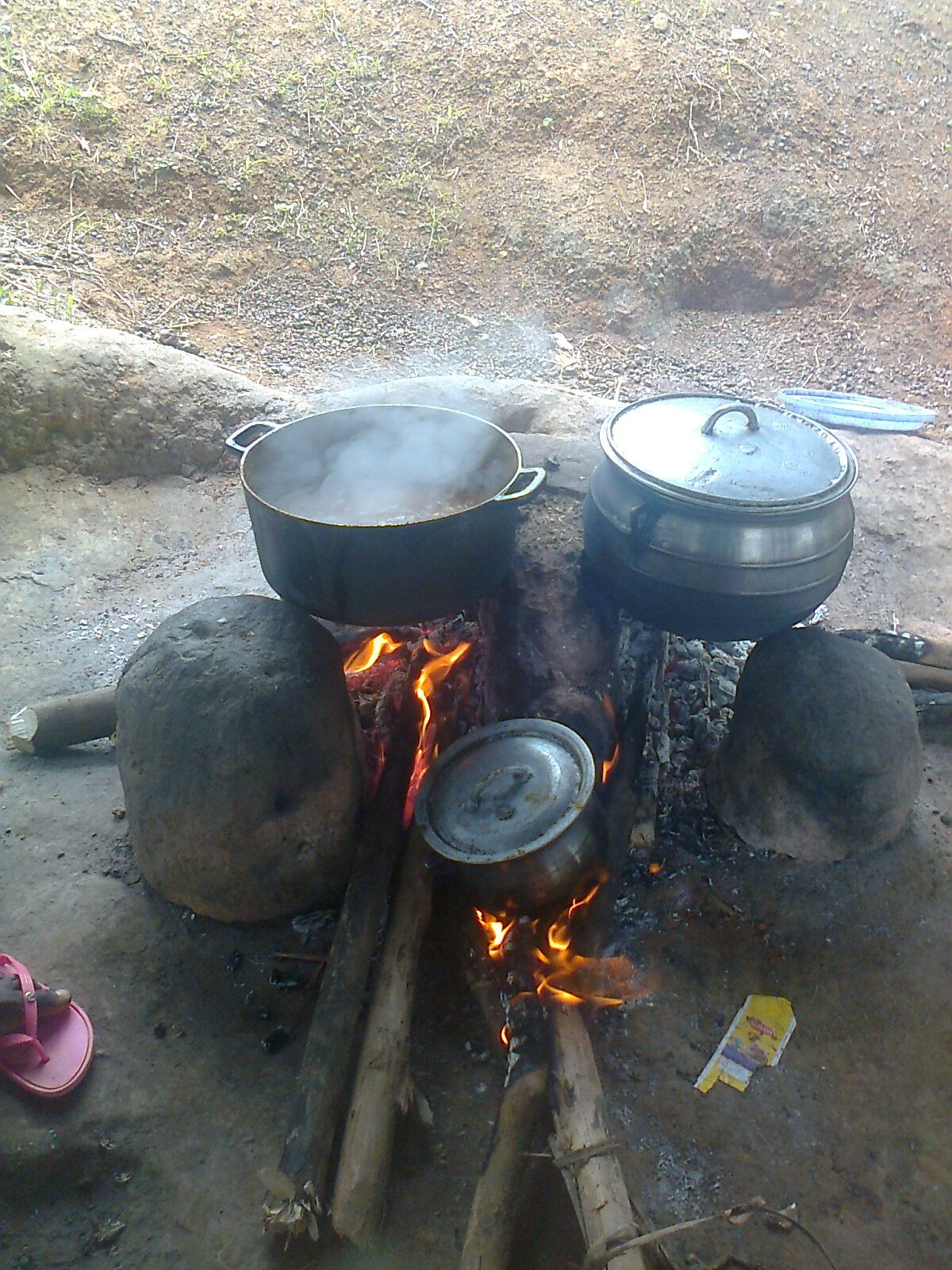
Utilisation du bois dans la cuisson traditionnelle

En 2020, l’approvisionnement total en énergie primaire du Liberia est de 1 636 ktep.
La biomasse traditionnelle (bois de chauffage, charbon de bois, huile de palme) est la principale source d’énergie domestique (cuisine et le chauffage) .
L’électricité et les produits pétroliers sont essentiellement utilisés pour l’industrie, les ménages et les transports.
34 % de la population libérienne a accès à l’électricité.
Depuis 2018, la société d’énergie renouvelable Sun Star Green Energy a installé plus de 10 000 maisons et lampes solaires alimentées à l’énergie solaire dans les zones rurales.
En 2004, plus de 95 % de la population dépend du bois de chauffage, du charbon de bois et de l'huile de palme, en 2018, cette proportion reste pratiquement inchangée.

## Électricité

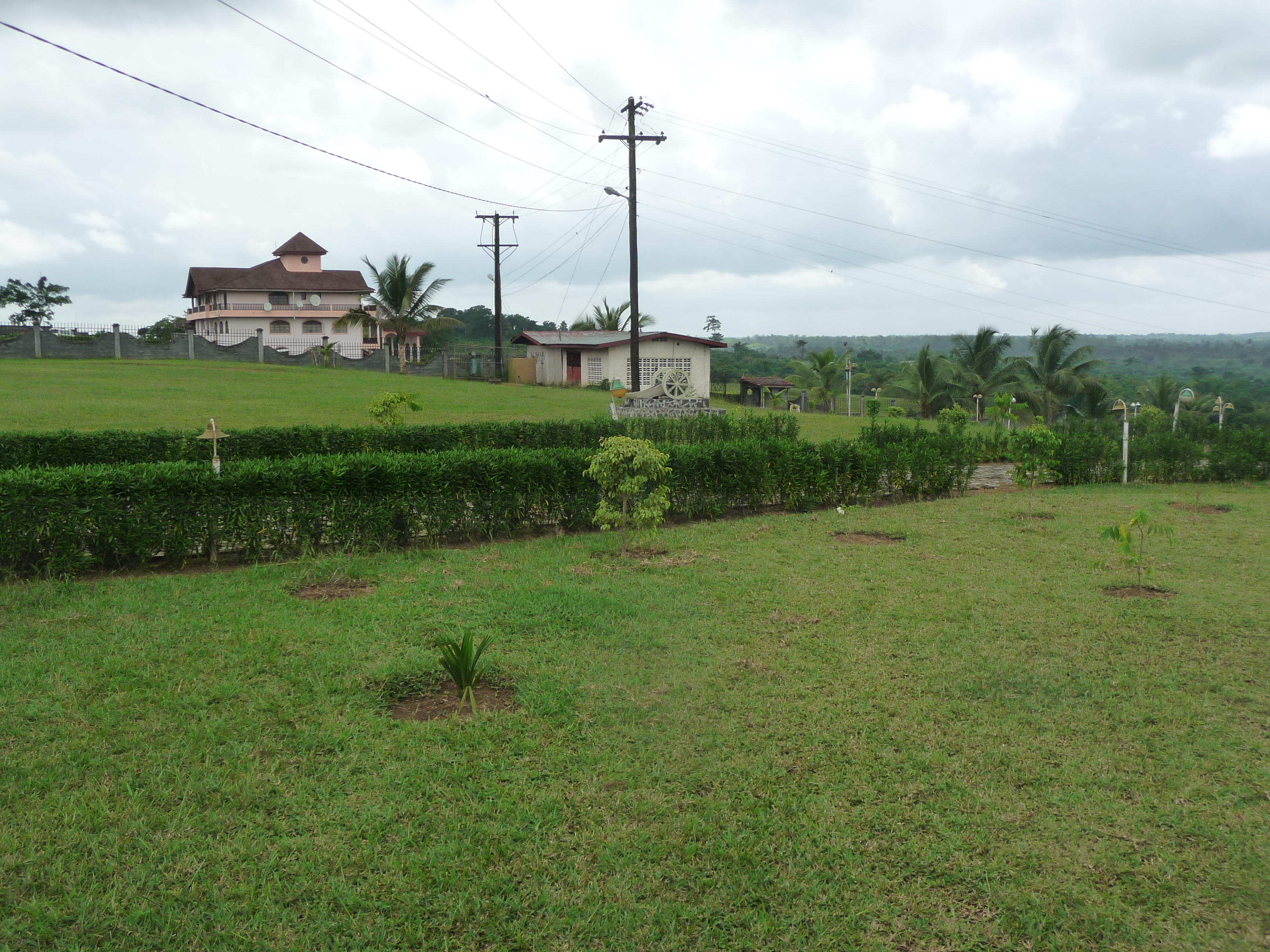
Distribution électrique par pylônes

Les services d’électricité sont fournis par la Liberia Electricity Corporation, qui exploite un petit réseau presque exclusivement dans le district du Grand Monrovia.
La capacité installée totale en 2013 est de 20 MW, une forte baisse par rapport au pic de 191 MW atteint en 1989.
En 2021, la consommation d'électricité au Liberia est inférieure à la moyenne mondiale. Les ressources énergétiques du pays se répartissent en énergie hydraulique, part modeste de l'énergie bas carbone donnant un accès limité (30%) à l'électricité pour la population et un obstacle au développement économique.
Depuis les années 1980, l'électricité bas carbone a été obtenue grâce à l'énergie hydraulique. Il n'y a aucune augmentation notable de la production jusqu'en 2020 où l'on note une légère hausse de 0,5 TWh qui se stabilise en 2021. Cette constatation montre que le pays a encore un effort à faire pour diversifier ses sources d'électricité bas carbone et accroître sa production.

## Principales centrales

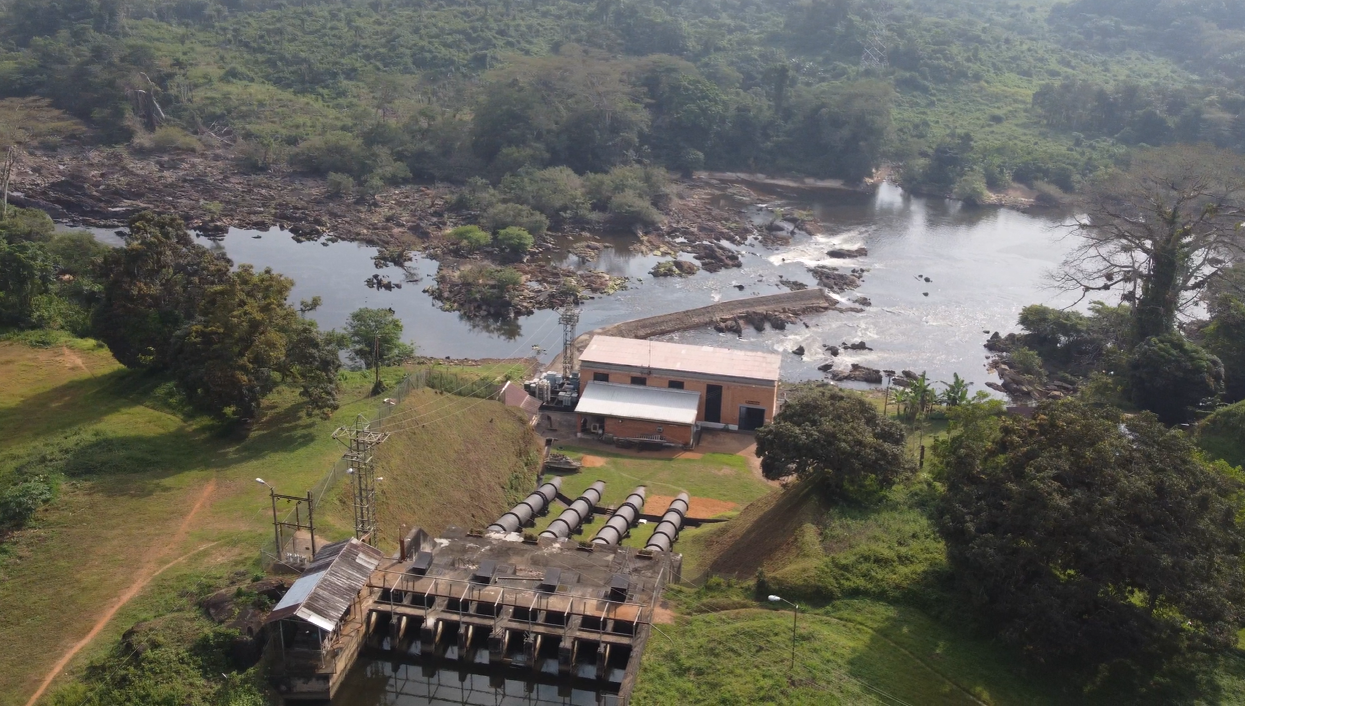
Centrale électrique Firestone

### Hydroélectrique
| Centrale hydroélectrique            | Type      | Capacité | Année de réalisation      | Nom du réservoir     | Fleuve     |
| ----------------------------------- | --------- | -------- | ------------------------- | -------------------- | ---------- |
| Centrale électrique du Coffée Mount | Réservoir | 88 MW    | 1966 (réhabilité en 2016) | Réservoir saint Paul | Saint Paul |
| Centrale électrique Firestone       |           | 4.8 MW   | 1942                      |                      | Farmington |

### Thermique
| Centrale thermique                    | Source      | Capacité                   | Année de réalisation | Nom du propriétaire      | Notes |
| ------------------------------------- | ----------- | -------------------------- | -------------------- | ------------------------ | ----- |
| LEC Bushrod Island Generating Station | Fioul lourd | 38 MW (2 x 9 MW, 4 x 5 MW) | 2016                 | Liberia Electric Company |       |

## Développement d'énergies alternatives

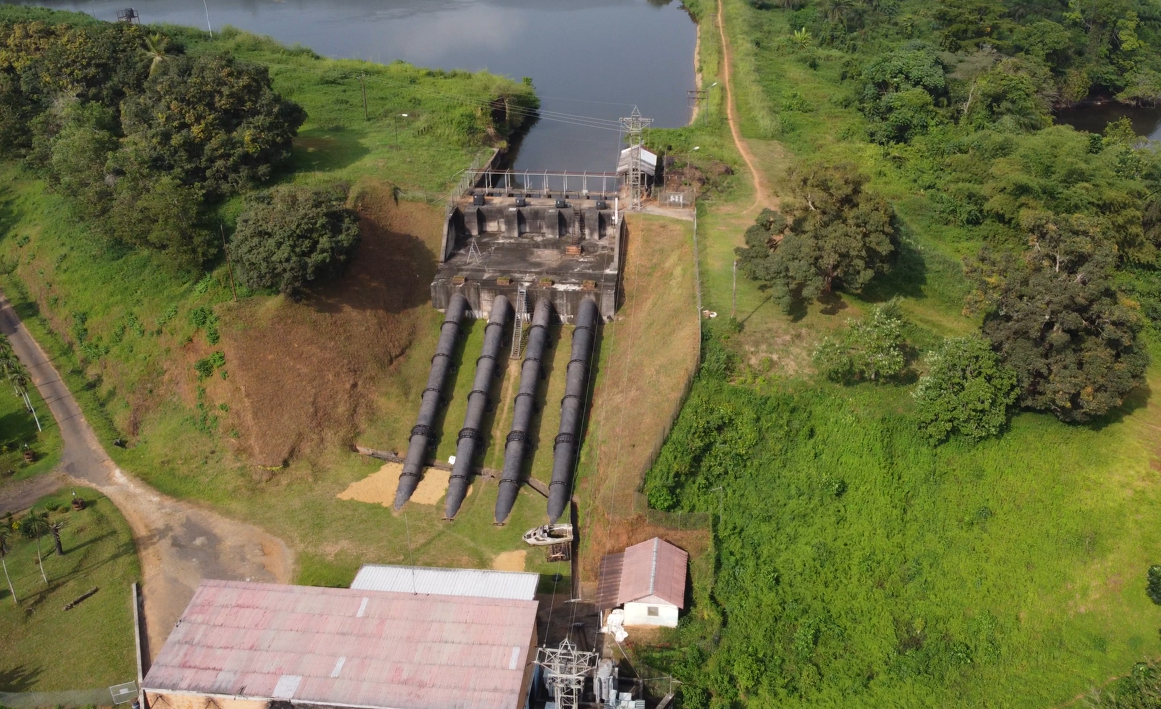
Production hydroélectrique

- Énergie solaire : Le pays bénéficie d’un ensoleillement abondant. Des projets d’installations solaires sont en cours pour fournir de l’électricité.

Le Liberia a signé un accord de financement d’une valeur de 96 millions de dollars avec l’Association internationale de développement (IDA), pour construire 60 MW d’énergie solaire dans la localité de Mount Coffee qui produit déjà de l’électricité grâce au  barrage de Mount Coffee (88 MW) sur la rivière Saint Paul.
- Énergie hydroélectrique : Le développement de l’hydroélectricité reste limité bien que Le Liberia possède des rivières et des cours d’eau qui pourraient être exploités[5]. Le barrage de Mount Coffee  sur la rivière Saint Paul produit 88 MW[7].
- Biomasse : La biomasse, telle que la bagasse (résidu de canne à sucre) et les déchets agricoles, est utilisée pour la production d’énergie thermique et électrique.
- Éolien : Il existe des opportunités pour développer l’énergie éolienne[5].

## Problématiques
Le manque d’investissements et de financement entrave le développement des projets d’énergie renouvelable.
Les infrastructures nécessaires pour l’énergie solaire, l’hydroélectricité et l’éolien exigent des capitaux importants.
L’accès aux technologies modernes, telles que les panneaux solaires et les turbines éoliennes sont coûteuses et complexes.